# Монгайар (Арьеж)
Монгайаяр (фр. Montgaillard) — коммуна во Франции, находится в регионе Юг — Пиренеи. Департамент коммуны — Арьеж. Административный центр кантона Фуа-Рюраль. Округ коммуны — Фуа.
Код INSEE коммуны — 09207.

## Население
Население коммуны на 2008 год составляло 1341 человек.
| 1962 | 1968 | 1975 | 1982 | 1990 | 1999 | 2008 |
| ---- | ---- | ---- | ---- | ---- | ---- | ---- |
| 1007 | 1265 | 1434 | 1378 | 1312 | 1364 | 1341 |

## Экономика
В 2007 году среди 768 человек в трудоспособном возрасте (15—64 лет) 547 были экономически активными, 221 — неактивными (показатель активности — 71,2 %, в 1999 году было 69,0 %). Из 547 активных работали 511 человек (260 мужчин и 251 женщина), безработных было 36 (11 мужчин и 25 женщин). Среди 221 неактивных 60 человек были учениками или студентами, 98 — пенсионерами, 63 были неактивными по другим причинам.

## Достопримечательности
- Руины средневекового замка на холме Сахарная Голова (фр. Le Pain de sucre)